# Красноселькуп
Кра́сносельку́п (рос. Красноселькуп) — село, центр Красноселькупського району Ямало-Ненецького автономного округу Тюменської області, Росія.

## Географія
Розташоване на річці Таз.
Є одним з найбільш північних населених пунктів, у яких не спостерігається полярний день. 22 червня світловий день в Красноселькупі триває 23 години 37 хвилин.

### Клімат
У Красноселькупі континентальний субарктичний клімат з холодною тривалою зимою і недовгим теплим літом.

## Населення
Населення — 3974 особи (2010, 4014 у 2002).
Національний склад станом на 2002 рік: росіяни — 60 %.

## Історія
Виникло 1937 року на місці селькупського стійбища Нярий-Мач. У перекладі на українську мову це означає заболочений, тундровий ліс.